# Universiteit van Surrey
De Universiteit van Surrey (Engels: University of Surrey) is een (onderzoeks)universiteit in de Britse stadje Guildford in het graafschap Surrey. 
De chancellor van de instelling, een protocolaire voorzitterspositie, is sinds 1977 prins Edward, hertog van Kent.
De instelling was aanvankelijk een Londense hogeschool. In 1891 werd het Battersea Polytechnic Institute opgericht in Londen met de opdracht voor de armere bevolking hoger onderwijs aan te bieden. Het instituut was gevestigd in en dankte zijn naam aan Battersea Park. De eerste studenten werden in 1894 toegelaten. Het instituut kreeg in 1956 de erkenning van zijn hoogstaand technisch onderwijsniveau als College of Advanced Technology en uitte dit met een naamswijziging als Battersea College of Technology. In het begin van de jaren zestig was plaatsgebrek in het Londense park de hoofdreden zuidwaarts te trekken en een hervestiging in Guildford volgde in 1966. Samen met een hele reeks dan nieuwe Engelse plateglassuniversiteiten volgde dat jaar ook bij Royal charter de toestemming als universiteit te werken, en werd samen met de inhuldiging van de nieuwe locatie en campus, de status als universiteit en de huidige naam aangenomen. De opening van de instelling vond plaats op 21 oktober 1966, de dag van de ramp van Aberfan. De laatste afdelingen verhuisden in 1970 van Battersea Park naar Guildford.
De hoofdcampus van de instelling, de Stag Hill campus, is gelegen vlak bij de kathedraal van Guildford.
Het allereerste optreden van Led Zeppelin onder die groepsnaam vond plaats op de campus van de universiteit op 25 oktober 1968.
Het voormalig en huidig professorencorps telt intussen tien Fellows of the Royal Society, een Fellow of the British Academy, eenentwintig Fellows of the Royal Academy of Engineering en zes Fellows of the Academy of Social Sciences.
Tot de alumni behoren baronet George Young, componist Richard Lambert en autodesigner Alec Issigonis, die in 1957 de Mini ontwierp.
Aalborg ·
Aken ·
Barcelona ·
Belgrado · 
Berlijn · 
Boedapest · 
Boekarest · 
Braunschweig · 
Brno ·
Darmstadt ·
Delft ·
Dresden ·
Dublin ·
Enschede · 
Gdańsk · 
Gent ·
Glasgow · 
Göteborg ·
Graz ·
Grenoble ·
Guildford · 
Haifa ·
Hannover ·
Helsinki ·
Istanboel ·
Karlsruhe ·
Kaunas ·
Lausanne ·
Leuven ·
Lissabon ·
Lissabon NOVA ·
Louvain-la-Neuve ·
Lund · 
Lyon ·
Madrid ·
Milaan ·
Parijs-Saclay ·
Parijs ParisTech ·
Porto ·
Poznań ·
Praag ·
Riga ·
Sheffield · 
Stockholm ·
Stuttgart ·
Tallinn ·
Tomsk ·
Trondheim ·
Turijn ·
Valencia ·
Warschau ·
Wenen ·
Zürich